# Montes de Tessala
Los Montes de Tessala son una importante cadena montañosa del Atlas teliano, en el noroeste de Argelia.

## Toponimia
El término Tessala parece tener un origen bereber, que significa ‘matorrales’. Tessala también parece derivar del término esali plural de islân, que significa ‘roca lisa’, de tisîliwîn, que designa una vasta cadena montañosa adornada con vastas mesetas rocosas. Estos significados coinciden perfectamente con la topografía del macizo de Tessala.
Tessala es también un pueblo situado al noroeste de Sidi Bel Abbès. El mismo topónimo se encuentra en otros lugares de Argelia, como la región de Blida y Mila. Este topónimo ha permanecido inalterado desde la antigüedad, a pesar de sus diversas representaciones gráficas en las fuentes primarias, que varían según las lenguas utilizadas.
Tessala también designa toda una región que se extiende entre Tremecén y Muaskar, incluyendo un río llamado Sarno, una antigua ciudad del mismo nombre y a veces incluso un lago. Este topónimo, antiguamente Astacilis, se menciona en un antiguo texto griego del siglo II d. C.
En las fuentes árabes medievales, «Tessala» se asociaba principalmente a una ciudad destruida en el periodo siglo XIV. La etimología local también sugiere una leyenda que hace referencia a una princesa llamada Tessa, aunque el origen preciso de este nombre sigue siendo incierto.

## Geografía

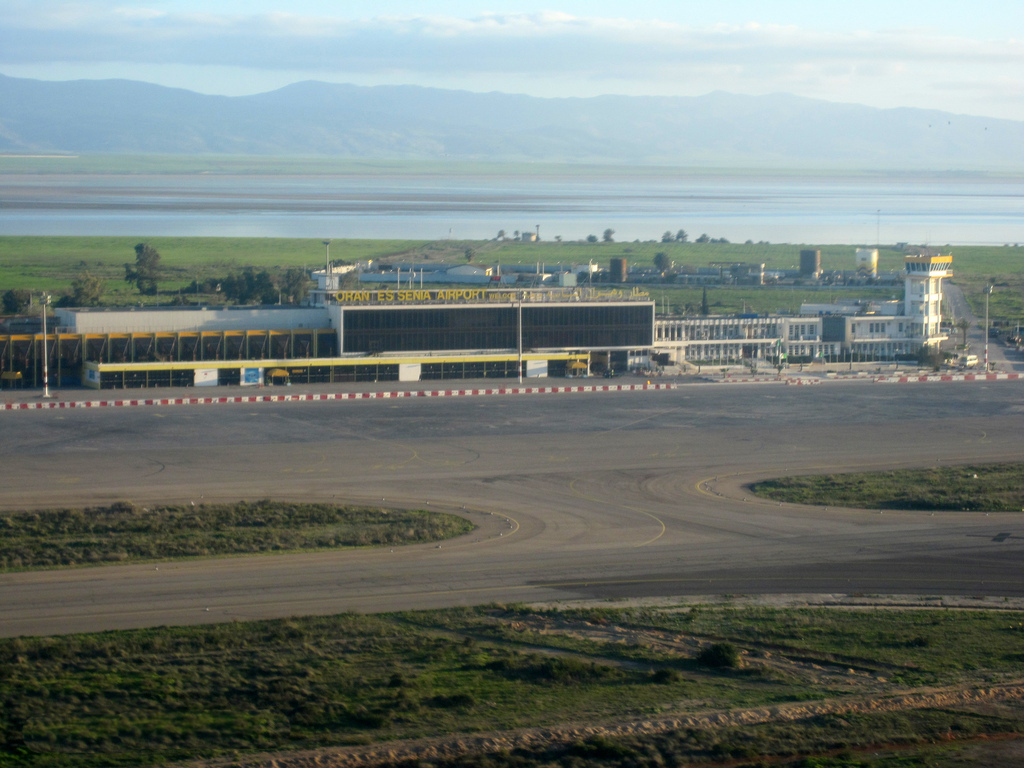
Vista general de los montes Tessala desde el aeropuerto de Orán

Se elevan al sur y suroeste de Orán a lo largo de un centenar de kilómetros entre el bajo Tafna y el Oued Tlelat. Se extienden por encima de las colinas de Aín Temushent y la llanura de Sebja de Orán, al norte, y dominan el curso del bajo Issers y la llanura de Sidi Bel Abbès, al sur.
Estas montañas, situadas al noroeste de Argelia, forman parte del Atlas teliano y presentan características particulares en cuanto a aislamiento geográfico, condiciones climáticas y fragilidad de los ecosistemas. Son conocidas por su rica flora, especialmente desarrollada en los bosques de Jebel Tessala La vegetación forestal se compone de: encinas en las laderas septentrionales, carrascas, matorral y bosque abierto, compuesto principalmente por pinos carrascos, pero también por acacias y eucaliptos en las laderas meridionales. El macizo está muy cultivado y pelado. La altitud del terreno, relativamente llano, oscila entre los 500 y los 1000 m s. n. m. (metros sobre el nivel del mar), con un máximo de 1061 m s. n. m. en el Jebel Tessala. Los montes son alargados en dirección suroeste-noreste y presentan una clara asimetría topográfica, con las laderas meridionales menos escarpadas que las septentrionales. El clima es mediterráneo; las precipitaciones se concentran en otoño e invierno, mientras que la estación seca dura de abril a septiembre.
Hasta la época colonial, el macizo albergaba animales salvajes como leones, hienas y panteras negras.

## Historia

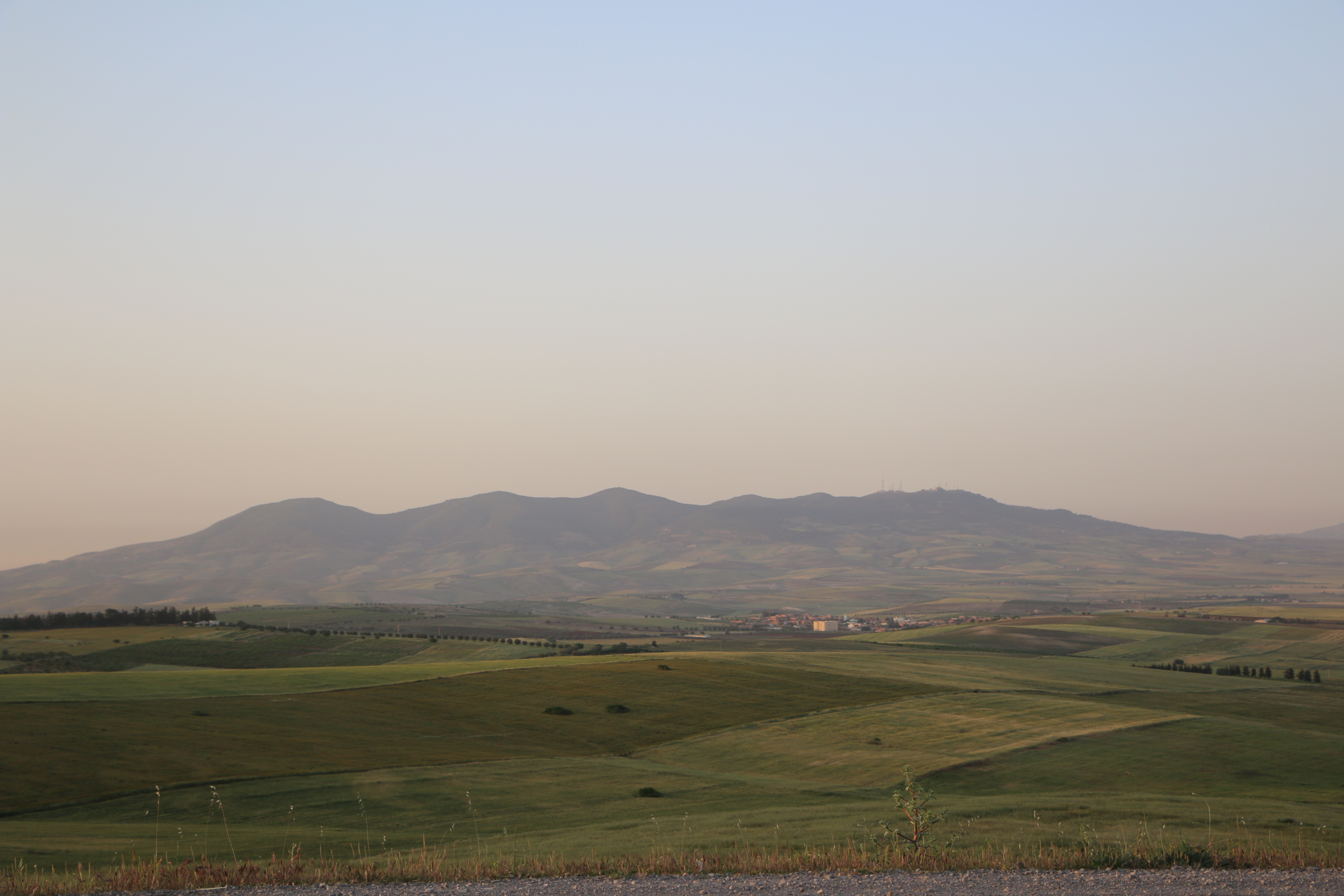
Montes de Tessala, dominando la llanura de Sidi Bel Abbès.

Las poblaciones locales solían refugiarse aquí cuando se sentían amenazadas, desde la época romana hasta el periodo colonial. La ocupación otomana de esta región, habitada por tribus bereberes, fue casi exclusivamente militar. Se pueden encontrar restos de fortificaciones romanas en Aïn Zertita y Ain Bent Soltane
A principios del VIII, la región de Tessala estaba habitada por la tribu meduina, según relata Ibn Jaldún, que ocupaba estas alturas así como las tierras fértiles de los alrededores. A continuación, la tribu bereber de los magrava se instaló desde el río Cheliff hasta Tremecén, marcando su presencia en la región. Seguidos de los beni-Rached, que tras ocupar el Jebel Amour, emigraron hacia el Tessala, y desde allí, progresaron hacia los montes de los Beni-Chougrane.
La llegada de los beni amer a Tessala está documentada por Ibn Jaldún, en una época correspondiente a la del propio historiador. Posteriormente, los hazedj, una rama de los beni amer, dominaron la región de Tessala.
El macizo perdió parte de su población durante la guerra de Independencia de Argelia debido a las zonas prohibidas. Hoy en día, sin embargo, está rodeado por una cadena de pueblos en todas las estribaciones.